# Ханкулиев, Курбанмурад
Курбанмурад Ханкулиев (туркм. Gurbanmyrat Hangulyýew) — туркменский государственный деятель, министр.

## Биография
Родился в 1953 году в сельсовете Гекдже Ашхабадской области Туркменской ССР.
В 1979 году окончил Туркменский политехнический институт, по специальности — инженер-механик. После окончания института работал водителем, а также на других должностях на ряде предприятий автотранспортной отрасли Туркменистана.
16.01.2008 — 18.10.2010 — Министр автомобильного транспорта.
18 октября 2010 года — уволен за серьезные недостатки в работе. Дальнейшая судьба неизвестна.
В 2018 году он же (или его однофамилец), работавший управляющим Туркменбашинского филиала государственного коммерческого банка «Туркменбаши», был обвинён в том, что занимался хищением долларов США, хранящихся в казне банка; расследование показало, что он незаконно продал украденные доллары.

## Взыскания
- 23.09.2008 — строгий выговор «за допущенные недостатки при исполнении служебных обязанностей, несвоевременное исполнение поручений главы государства».
- 04.09.2009 — строгий выговор с предупреждением «за неудовлетворительное исполнение служебных обязанностей, допущенные в работе недостатки и ослабление контроля за соблюдением порядка и дисциплины подчиненных работников».
- 26.09.2010 — строгий выговор «за серьезные недостатки, допущенные в работе» с предупреждением, что «в случае неисправления допущенных недостатков в кратчайший срок он будет освобожден от занимаемой должности».

## Варианты транскрипции имени и фамилии
- Имя: Гурбанмурад, Гурбанмурат, Гурбанмырат
- Фамилия: Хангулыев